# Rudolf Steinweg
Rudolf Steinweg, nemški dirkač, * 1888, Nemčija, † 2. november 1935, Budimpešta, Madžarska.
Rudolf Steinweg se je rodil leta 1988. Dirkati je začel leta 1921, toda le za kratko, kajti kmalu je izginil iz dirkaške scene. Leta 1929 se je nanjo vrnil z dirkalnikoma 1,1L BNC in 1,5L NSU, s katerima je sodeloval predvsem na gorskih dirkah. Leta 1930 je kupil 1,1L šest cilindrični dirkalnik Amilcar, s katerim je v naslednjih treh letih zmagal na enaindvajsetih gorskih dirkah. Le redko je z njim nastopal na dirkah na dirkališčih, edini odmevnejši rezultat je dosegel s tretjim mestom na dirki Avusrennen 1932 v razredu Voiturette. V teh majhnih dirkalnikih je bil Steinweg v tistem času eden najboljših gorskih dirkačev na svetu. Leta 1933 je Amilcar prodal Williju Briemu, sam pa kupil 2.0L dirkalnik Bugatti T35, ki ga je Karl Kappler leta 1930 prodal Hermannu zu Leiningnu. Z njim je nastopal na gorskih dirkah, ob tem pa tudi na nekaj dirkah za Veliko nagrado, toda prav na vseh je odstopil. Bolje rezultate na tovrstnih dirkah mu je prinesel nakup 1.5L dirkalnika Bugatti T51A za sezono 1935, s katerim je že na prvi dirki za Veliko nagrado Frontieresa zmagal, kar je njegova edina zmaga na dirkah za Veliko nagrado. V sezoni je dosegel še tretje mesto na dirki Coppa Acerbo v razred Voiturette, novembra pa se je na gorski dirki pri Budimpešti v starosti 47-ih let smrtno ponesrečil.